# Ruta 19 (Paraguay)
La Ruta PY19 «Héroes de 1870» es una ruta del Paraguay que inicia en la ciudad de Villeta y termina en la ciudad de Pilar. Atraviesa de norte a sur, adyacente al Río Paraguay. Posee una extensión aproximada de 202 km.
En la actualidad la ruta se encuentra completamente habilitada y asfaltada prácticamente en su totalidad, desde octubre de 2023.

## Ciudades
Las ciudades y pueblos de más importantes por los que pasa esta ruta de norte a sur son:
| Kilómetro | Localidad                       | Departamento | Empalme |
| --------- | ------------------------------- | ------------ | ------- |
| 0         | Villeta                         | Central      | PY18    |
| 36        | Ypeka'e                         | Central      |         |
| 47        | Yvy Pohyi (Desvío a Estanzuela) | Ñeembucú     |         |
| 73        | Villa Oliva                     | Ñeembucú     |         |
| 98        | Desvío a Alberdi                | Ñeembucú     |         |
| 120       | Villa Franca                    | Ñeembucú     |         |
| 181       | Mburicá                         | Ñeembucú     |         |
| 202       | Pilar                           | Ñeembucú     | PY04    |

## Largo
| Departamento | km  |  |  |
|              |     |  |  |
| Central      | 43  |  |  |
| Ñeembucú     | 159 |  |  |
|              |     |  |  |
| Total        | 202 |  |  |

| Paraguay | Rutas Nacionales de Paraguay (recategorización por el M.O.P.C desde 2019) |  |
| --- | ------------------------------------------------------------------------- |  |
| PY01 - PY02 - PY03 - PY04 - PY05 - PY06 - PY07 - PY08 - PY09 - PY10 - PY11 PY12 - PY13 - PY14 - PY15 - PY16 - PY17 - PY18 - PY19 - PY20 - PY21 - PY22 |                                                                           |  |